# キャプテンストライダム
キャプテンストライダム（Captain Straydum）は、日本のスリーピースロックバンド。メンバー全員が宇都宮大学の出身。
1999年に結成され、2010年に活動休止。

## メンバー
- 永友 聖也（ながとも せいや、1976年2月22日 - ）（49歳） - ボーカル、ギター
宮崎県北諸県郡（現都城市）出身。
宇都宮大学工学部応用化学科卒業。
ボーカルとギターを担当し、キャプテンストライダムのオリジナル楽曲の大半の作詞作曲を手がけた[注釈 1]。
活動休止後は、他アーティストや企業への楽曲提供のほか、カトウタロウをはじめとした他アーティストとユニットを結成して活動している。
- 梅田 啓介（うめだ けいすけ、1978年9月30日 - ）（46歳） - ベース、コーラス
秋田県能代市出身。
宇都宮大学国際学部国際文化学科卒業。
2001年に発売のデモ音源『はたらくくるま/フェイドアウト』のジャケットは、当時梅田が通っていたハローワーク主催のパソコン教室の卒業制作としてデザインしたもの[2]。
4thアルバム『音楽には希望がある』に収録の「ありのままで世界は」で初めて作曲を担当し、11thシングル『ブギーナイト・フィーバー』のカップリング曲「北京原人」では初めて単独での作詞作曲を手がけた[3]。
- 菊住 守代司（きくずみ もりよし、1978年6月13日 - ）（47歳）  - ドラムス
熊本県熊本市出身。
宇都宮大学工学部情報工学科卒業。
1998年春に宇都宮大学の音楽サークル「Band Standうたう会」に入部し、1999年の結成より在籍していた初代ドラマーが脱退した後、2000年春頃に加入。ただし、加入の経緯については、本人も含めてメンバーは覚えていない[2]。
1stシングル『マウンテン・ア・ゴーゴー』のレコーディングの2日前、原付バイクとの追突事故が発生。翌日病院でドクターストップがかかっていたものの、「デビュー曲に参加できないのはまずい」ということから、レコーディングは首にコルセットを巻いて臨んだ[4]。
活動休止後は、他のアーティストのサポート活動のほか、2015年よりウツワ、ホルモン山野、のりおらと結成したバンド「ウツワーズ」のメンバーとしても活動している。

## 略歴
1999年、宇都宮大学の音楽サークル「Band Standうたう会」の部員であった永友、梅田によって結成。バンド名は、バンド名に「キャプテン」をつけたかった永友が、『グラップラー刃牙』に登場する同名のキャラクターから名前を拝借したもの。
2000年に菊住が加入。以来2010年の活動休止まで、3人編成で活動が行なわれた。
2001年夏頃に自身初のデモ音源『はたらくくるま/フェイドアウト』を制作し、2002年2月3日に自主制作盤『ノーテン・フラワー』発売。
2003年8月8日に発売されたシングル『マウンテン・ア・ゴーゴー』でデビュー。店舗限定で発売されたのち、9月25日に全国発売された。11月26日に1stアルバム『ブッコロリー』発売。
2004年11月3日にソニー・ミュージックアソシエイテッドレコーズより発売された2ndシングル『マウンテン・ア・ゴーゴー・ツー』でメジャーデビュー。
2007年3月18日　渋谷公会堂にてライブを開催。翌年1月23日に同ライブの模様を収録したライブDVD『LIVE IN SHIBUKO "BIG BAN BUZZ"』が、9thシングル『わがままチャック』と同時発売された。
2010年2月3日に活動休止を発表。4月14日にこれまでの活動の歴史をまとめたヒストリーアルバム『ベストロリー』発売。

## ディスコグラフィ

### シングル
| 枚   | 発売日         | タイトル                       | レーベル     | オリコン | 初収録アルバム     |
| ---- | -------------- | ------------------------------ | ------------ | -------- | ------------------ |
| 1st  | 2003年9月25日  | マウンテン・ア・ゴーゴー       | 風待レコード | 圏外     | ブッコロリー       |
| 2nd  | 2004年11月3日  | マウンテン・ア・ゴーゴー・ツー | SMAR         | 73位     | 108DREAMS          |
| 3rd  | 2005年3月24日  | 流星オールナイト               | SMAR         | 137位    | 108DREAMS          |
| 4th  | 2005年10月19日 | キミトベ                       | SMAR         | 97位     | 108DREAMS          |
| 5th  | 2006年1月25日  | 悲しみのシミかな               | SMAR         | 106位    | 108DREAMS          |
| 6th  | 2006年6月7日   | 風船ガム                       | SMAR         | 23位     | BAN BAN BAN        |
| 7th  | 2006年10月18日 | 恋するフレミング               | SMAR         | 54位     | BAN BAN BAN        |
| 8th  | 2007年2月7日   | LONE STAR                      | SMAR         | 46位     | BAN BAN BAN        |
| 9th  | 2008年1月23日  | わがままチャック               | SMAR         | 100位    | 音楽には希望がある |
| 10th | 2008年4月23日  | 人間ナニモノ!?                 | SMAR         | 170位    | 音楽には希望がある |
| 11th | 2009年5月20日  | ブギーナイト・フィーバー       | SMAR         | 113位    | ベストロリー       |

### アルバム
| 枚  | 発売日         | タイトル           | レーベル     | オリコン |
| --- | -------------- | ------------------ | ------------ | -------- |
| 1st | 2003年11月26日 | ブッコロリー       | 風街レコード | 圏外     |
| 2nd | 2006年2月15日  | 108DREAMS          | SMAR         | 41位     |
| 3rd | 2007年3月7日   | BAN BAN BAN        | SMAR         | 52位     |
| 4th | 2008年6月25日  | 音楽には希望がある | SMAR         | 132位    |

### ベストアルバム
| 枚  | 発売日        | タイトル     | レーベル | オリコン |
| --- | ------------- | ------------ | -------- | -------- |
| 1st | 2010年4月14日 | ベストロリー | SMAR     | 112位    |

### 映像作品
1. 108 FILMS（2006年3月24日）
ビデオクリップ集。
2. LIVE IN SHIBUKO "BIG BAN BUZZ"（2008年1月23日）
2007年3月18日に渋谷公会堂（現・C.C.Lemonホール）にて行われたライブを収録したDVD。

### 自主制作盤
| 発売日       | タイトル                      | 収録曲                                            |
| ------------ | ----------------------------- | ------------------------------------------------- |
| 2001年       | はたらくくるま/フェイドアウト | 1. はたらくくるま 2. フェイドアウト               |
| 2002年2月3日 | ノーテン・フラワー            | 1. マウンテン ア ゴーゴー！ 2. 舟 3. ブッコロリー |

### 収録作品
| 発売日         | タイトル                                                           | 収録曲                             |
| -------------- | ------------------------------------------------------------------ | ---------------------------------- |
| 2003年05月21日 | SONG-CRUX & CDJ-tokyo コンピレーション 〜'03春の陣〜               | 「犬の生活」                       |
| 2003年07月23日 | 新宿ミーティング03 (@新宿LOFT2003/04/25&05/05・@新宿JAM2003/05/10) | 「マウンテン・ア・ゴーゴー」       |
| 2004年06月30日 | E.V.Junkie 2-GUITAROCKING-                                         | 「マウンテン・ア・ゴーゴー」       |
| 2006年08月02日 | NARUTO BEST HIT COLLECTION 2                                       | 「マウンテン・ア・ゴーゴー・ツー」 |
| 2006年09月27日 | 銀魂 オリジナル・サウンドトラック                                  | 「風船ガム (TV version)」          |
| 2007年03月21日 | 「天保異聞 妖奇士」オリジナルサウンドトラック                      | 「LONE STAR(ayakashiayashi Ver.)」 |
| 2008年03月26日 | Anime×Music Collaboration 39 '02-'07                               | 「LONE STAR」                      |
| 2009年03月25日 | 銀魂BEST                                                           | 「風船ガム -銀魂 mix-」            |
| 2009年12月09日 | 新・風街図鑑                                                       | 「風船ガム」                       |
| 2012年02月01日 | 俺のスターアルバム inspired by 荒川アンダー ザ ブリッジ THE MOVIE  | 「流星オールナイト (album edit)」  |
| 2016年6月29日  | アニソンLOVE! 翠組                                                 | 「風船ガム」                       |

### 参加作品
| アーティスト    | タイトル            | 収録作品                              |
| --------------- | ------------------- | ------------------------------------- |
| Various Artists | 「ペケペケ」        | 『ユニコーン・トリビュート』          |
| Various Artists | 「SHOOT TO THRILL」 | 『THUNDER TRACKS -TRIBUTE TO AC/DC-』 |
| Various Artists | 「深夜高速」        | 『深夜高速 -生きててよかったの集い-』 |

## タイアップ一覧
| 使用年 | 曲名                           | タイアップ                                                                      |
| ------ | ------------------------------ | ------------------------------------------------------------------------------- |
| 2004年 | マウンテン・ア・ゴーゴー・ツー | テレビ東京系アニメ『NARUTO -ナルト-』エンディングテーマ（第104話 - 第115話）    |
| 2004年 | マウンテン・ア・ゴーゴー・ツー | フジテレビ系『E★L★V★I★S』エンディングテーマ                                     |
| 2004年 | ノーテンフラワー               | 崎陽軒 CMソング                                                                 |
| 2005年 | 流星オールナイト               | テレビ東京系『JAPAN COUNTDOWN』2005年4月度エンディングテーマ                    |
| 2005年 | フランクフルト                 | NHK-FM『ミュージック・スクエア』4・5月度オープニングテーマ                      |
| 2005年 | キミトベ                       | テレビ東京系『ぶちぬき』10月度エンディングテーマ                                |
| 2005年 | あとの祭り                     | 崎陽軒 CMソング                                                                 |
| 2006年 | 悲しみのシミかな               | 日本テレビ系『クイズ発見バラエティー イッテQ!』エンディングテーマ               |
| 2006年 | 風船ガム                       | テレビ東京系アニメ『銀魂』エンディングテーマ（第1話 - 第13話）                  |
| 2007年 | LONE STAR                      | MBS・TBS系アニメ『天保異聞 妖奇士』第2期オープニングテーマ（説十三 - 説二十五） |
| 2008年 | わがままチャック               | テレビ東京系『ゴッドタン』2008年1月〜3月度エンディングテーマ                    |
| 2008年 | 人間ナニモノ!?                 | 北海道テレビ『夢チカ18』2008年5月度エンディングテーマ                           |
| 2009年 | ブギーナイト・フィーバー       | J SPORTSプロ野球中継『J SPORTS STADIUM 2009』テーマソング                       |

## ヘビーローテーション/パワープレイ

### テレビ
| 放送年 | 曲名     | ヘビーローテーション/パワープレイ          |
| ------ | -------- | ------------------------------------------ |
| 2005年 | キミトベ | スペースシャワーTV 2005年10月度POWER PUSH! |

## 出演

### CM
- 崎陽軒「シウマイ弁当」（2004年）

## 主なライブ
- 1999年秋 - おばけナイター
- 2003年11月30日 - おばけナイター
- 2004年1月17日 - 花の都のおばけナイター
- 2004年夏 - 飛び出せ!梅雨祭り
- 2004年秋 - CAPTAIN A GO GO!
  - 2004年12月4日 - サンドバッグな夜
- 2005年春 - ポカリンピックツアー
  - 2005年4月23日 - キャプテンアンドミー東京
- 2005年4月16日 - キャプテンアンドミー大阪
- 2005年7月18日 - サマージャンボおばけナイター
- 2005年10月17日〜12月9日 - キミトベ2005
- 2006年2月3日 - 帰ってきたおばけナイター
- 2006年4月17日〜5月19日 - DREAM HUNTING TOUR
- 2006年10月14日〜29日 - SHOCK TREATMENT TOUR
- 2007年1月9日〜24日 - 全開チャック●●ツアー
- 2007年2月3日 - 仁義なきおばけナイター
- 2007年3月18日 - BIG BAN
- 2007年4月6日〜28日 - TOUCH THE MUSIC TOUR
- 2008年9月19日〜10月12日 - キャプテンストライダム LIVE TOUR 2008 明日に向かって踊れ！
- 2009年5月8日・14日・20日 - キャプテンストライダム presents 大安おばけナイター